# پالائو بلوگرانا
پالائو بلوگرانا (به کاتالان: Palau Blaugrana) ورزشگاهی چند منظوره در بارسلون، اسپانیا است. این ورزشگاه برای رشته‌های ورزشی مختلف باشگاه بارسلونا همچون بسکتبال، فوتسال، هندبال و هاکی داخل سالن مورد استفاده قرار می‌گیرد. ظرفیت این ورزشگاه در حال حاضر ۷،۵۸۵ نفر است.

## المپیک ۱۹۹۲ بارسلونا
در المپیک ۱۹۹۲ بارسلونا این استادیوم میزبان مسابقات هاکی داخل سالن، جودو و تکواندو بود.